# レボリューション (ビートルズの曲)
「レボリューション」（Revolution）は、ビートルズの楽曲である。1968年8月にシングル盤『ヘイ・ジュード』のB面曲として発売された。レノン＝マッカートニー名義となっているが、実質的にはジョン・レノンが作った楽曲で、リード・ボーカルもレノンが担当した。本作にはシングルにB面曲として収録されたアレンジ、アルバムに収録されたスローでブルース調のアレンジ「レボリューション1」（Revolution 1）、「レボリューション1」の後半部分を再構築して作成した「レボリューション9」（Revolution 9）の3種類のアレンジが存在しており、いずれも1968年に録音された。
B面曲ながら、アメリカのBillboard Hot 100チャートで最高位12位を獲得したほか、オーストラリアやニュージーランドの音楽チャートでは第1位を獲得した。

## 背景
本作の歌詞が書かれた1968年初頭に北ベトナムの攻撃を受けてベトナム戦争に対する抗議活動が激化していた。アメリカでも抗議活動が行われていて、3月17日に2万5000人ものデモ参加者がグローヴナー・スクエア内のアメリカ大使館の外で、警察官と衝突した。この前年にも戦争や街頭での暴動、革命の機運が高まっており、同年にビートルズが発表した「愛こそはすべて」はこれに対するメッセージ・ソングだった。1980年の『プレイボーイ』誌のインタビューで、レノンは「政治に対する僕の基本姿勢だ。歌詞は今でも生きてるよ。ビートルズでツアーをしてた時、ベトナム戦争に関する話をすることをブライアンに禁じられてた。記者がその手の質問をすることも許さなかった。でも最後のツアーで僕はこう言った『戦争についての質問に答えるよ。僕らはもう看過できない』。僕はビートルズこそ戦争について意見を述べるべきだと強く思ったんだ」と語っている。
1968年よりレノンは世界情勢に対するバンドの見解を、より直接的に訴えるようになっていて、「そろそろ俺たちが、その話をする頃合いだと思ってね。バンドがツアーに出ていたころ、ベトナム戦争についての質問に答えなかったのは、やめにするべきだと思ったのと同じように。俺たちは革命に対しての自分の意見を言いたかった」と語っていた。
1968年5月にジョージ・ハリスンの自宅でデモ音源（イーシャー・デモ）が録音された際、本作も採り上げられたが、この時は「You say you'll change the consitution（憲法を変えるんだって）」から始まる最後のヴァースを歌わなかった。このヴァースは後にレノンが書き足した部分で、「But if you go carrying picture of Chairman Mao / You ain't going to make it with anyone anyhow（それでも毛沢東の写真を持ち歩いているようじゃ、どこへ行ったって相手にしてもらえないよ）」というフレーズが入っている。このフレーズについて、1972年のインタビューでレノンは「毛沢東についてのフレーズは入れるべきではなかったと思う。あれはスタジオで仕上げをしている時に書いた」と語っている。

## レコーディング

### 「レボリューション1」
「レボリューション」のレコーディングは、1968年5月30日にEMIレコーディング・スタジオのスタジオ2で開始された。なお、この日は『ホワイト・アルバム』のレコーディング・セッションの初日にあたり、本作が同セッションで最初に取り組んだ楽曲にあたる。4トラック・レコーダーのトラック1にレノンのアコースティック・ギター、マッカートニーのピアノ、リンゴ・スターのドラムが録音され、これをリズム・トラックとして使用。テイク13の録音前には、マッカートニーを主導にフランスで発生した内戦を題材とした即興曲が演奏されたが、これは未発表となっている。
テイク14の録音時にジェフ・エメリックとジョージ・マーティンは、ギター用のマイクから異常音を拾うことに気づいた。これはオノ・ヨーコがあらかじめ録音していたさまざまな音の抜粋を流していたことによるもので、これがテイク18のベースとなった。同日に使用されたテープの残りの3つのトラックにレノンの2種類のボーカルとマッカートニーのベースが録音され、トラック2にさまざまな機械音、トラック3に曲の後半部分で聞こえる「ストロベリー・フィールズ・フォーエバー」と同じくフルートにセッティングしたメロトロンの音が録音され、この残ったトラックの中にマッカートニーが「ラヴ・ミー・ドゥ」のサビを歌っている声やレノンのボーカル・パフォーマンスも録音された。このテイク18は、2018年に発売された『ザ・ビートルズ (ホワイト・アルバム) (スーパー・デラックス・エディション)』に収録されている。
翌日にテイク18に入っているギター、ベース、ドラム、ピアノをトラック1に、2種類のボーカルをトラック4にまとめてミックスし、別の4トラック・レコーダーに移された。レノンは、なかなかこの曲のボーカルで気に入ったテイクが録れず、挙句の果てにはスタジオの床に寝転がってボーカル録りを行った。その後にレノン、マッカートニー、ハリスンのバッキング・ボーカルをトラック2とトラック3に録音し、6月1日にスターのドラムとマッカートニーのオルガンが加えられ、テープ・ループが2本作成された。
テイク数は20に達し、この時点では「you can count me out, in（暴力革命の仲間に入れるなよ、いや入れろよ）」と歌っていた。このフレーズについて、後にレノンは「自分の感情が曖昧だから」と説明している。1990年代に流通した『From Kinfauns to Chaos』をはじめとした海賊盤に「Revolution 1」のフルバージョンの試作ミックスが収録され、2009年に流通した海賊盤『Revolution: Take ... Your Knickers Off!』には音質が上げられた音源が「Revolution Take 20」として収録された。
レノンは10分におよぶテイクを2曲に分けることを決め、テイク20の録音から数日後に後半部分（6分）を起点として「レボリューション9」の制作を開始。同作に含まれている多数のサウンド・エフェクト、テープ・ループなどの要素は、ほとんどレノンとオノの2人で数回のセッションを経て録音・編集されたものだが、一部ハリスンが協力している。「レボリューション9」には40以上の素材が使用されており、テイク20のコーダに含まれているレノンの「right」や「alright」という叫び声や、オノの「You become naked」という語りなどが最終ミックスで確認できる。
6月21日にテイク20の前半部分にハリスンのリードギター、トランペット（2本）とトロンボーン（4本）で構成されるブラス・セクションがオーバー・ダビングされ、「レボリューション1」という正式なタイトルが付けられた。最終的なステレオ・ミックスは6月25日に完了した。アルバム『ザ・ビートルズ』に収録されている最終ミックスの冒頭では、ジェフ・エメリックが慌てて「Take 2」とアナウンスする声が確認できる。

### 「レボリューション」
レノンはこのテイクのシングル化を望んだが、マッカートニーとハリスンは論争を招きかねないことと、シングルにしてはテンポがスロー過ぎることなどを理由として却下した。
7月9日にテンポを上げ、2本のギターとベース、ドラム、そしてオルガンのみというシンプルな編成でレコーディングしなおすことを決定し、EMIレコーディング・スタジオのスタジオ3でリハーサルを行った。この時のリハーサル音源の抜粋が2018年にリリースされた『ザ・ビートルズ (ホワイト・アルバム) (スーパー・デラックス・エディション)』に「レボリューション (アンナンバード・リハーサル)」（Revolution (Unnumbered rehearsal)）というタイトルで収録されている。同リハーサル音源は、後にシングルとしてリリースするアレンジへの過渡期にあたり、こちらではレノンとハリスンのギターの音がクリーンな音になっている。
7月10日にレコーディングが開始され、2本のギターがそれぞれトラック1とトラック2、スターのドラムがトラック3に録音され、テイク10が作成された。ギターの音はDIT（Direct Injection Transformer）ボックスを駆使して、直接ミキシング卓につながれ、過負荷をかけられたミキシング卓のマイク・アンプによってディストーションがかけられた。マーティンは「この曲ではディストーションを利用したが、エンジニアたちからは山のようにクレームが来た。でも、それがあの曲のポイントだった。もっとも実際には限界を越えていたがね」と語っている。その後テイク10がベストとされ、トラック4にスネアドラムとハンドクラップが追加された。後に2本のギターが別の4トラック・レコーダーのトラック1にまとめられ、ドラムとパーカッションがトラック2にミックスされた。
7月11日にニッキー・ホプキンスのエレクトリック・ピアノが追加され、当時「レボリューション No.2」と呼ばれていたバージョンの最終的なミックスがテイク16となった。その後エレクトリックピアノとレノンの2種類のリード・ボーカルと3番目のギター・パートがトラック3にミックスされ、トラック4にマッカートニーのベースが録音された。なお、以前のテイクのキーはAメジャーだったが、リメイクバージョンは半音高いB♭に変更された。
1969年末にアメリカ編集盤『ヘイ・ジュード』のためにステレオ・ミックスが作成された。英国では1973年4月リリースの『ザ・ビートルズ1967年〜1970年』で初めて発表され、CDでは1988年3月にリリースされたアルバム『パスト・マスターズ Vol.2』に収録された。なお、レノンはステレオ・ミックスの仕上がりに満足しておらず、「あいつらはヘヴィなレコードを、アイスクリームに変えやがった」と不満をもらしている。

## ミュージック・ビデオ
「レボリューション」のミュージック・ビデオは、「ヘイ・ジュード」と共に1968年9月4日に撮影されたもので、いずれのミュージック・ビデオもマイケル・リンゼイ＝ホッグが監督を務めた。演奏パートはシングルの音源から流用されたが、ボーカルのみライブ録音となっており 、ビデオでは曲冒頭のシャウトをマッカートニーが担当している。なお、ミュージック・ビデオでのボーカル・パートには、「レボリューション1」の要素が見られ、曲の途中でマッカートニーとハリスンが「shoo-bee-doo-wap」というコーラスを入れているほか、レノンが「you can count me out（暴力革命の仲間に入れるなよ）」というフレーズの直後に「in（加えろよ）」と歌っている。

## CMでの使用に関する訴訟
1987年にナイキは、ビジブルエアを初めて搭載したエアマックスとエアエースを発売し、「スポーツシューズの革命」をするべく、同年3月より広告宣伝費700万ドルをかけてキャンペーンCMを制作し、CMソングとして使用した。
これについてメンバーおよびアップル・レコードが「楽曲を無断使用したうえに、その価値を汚した」という理由で、1500万ドルの損害賠償を請求する裁判を起こした。メンバーたちは「僕らはいかなる企業のジングルも歌っておらず、商品の宣伝に加担するつもりはない」との共同声明を発表した。ナイキは「自社に非はない」として、本作を使用したキャンペーンCMを約1年にわたって放送し、裁判進行中には「Air Revolution」というバスケットシューズが発売された。
1989年11月にナイキとアップル・レコードが和解し、この一件は終結となった。

## クレジット
※出典
レボリューション
- ジョン・レノン - ボーカル、リードギター、ハンドクラップ、シャウト
- ポール・マッカートニー - ベース、ハモンドオルガン、ハンドクラップ
- ジョージ・ハリスン - リードギター、ハンドクラップ
- リンゴ・スター - ドラム、ハンドクラップ
- ニッキー・ホプキンス - 電子ピアノ

レボリューション 1
- ジョン・レノン - ボーカル、アコースティック・ギター、リードギター、テープループ
- ポール・マッカートニー - ベース、ピアノ、オルガン、バッキング・ボーカル
- ジョージ・ハリスン - リードギター、バッキング・ボーカル
- リンゴ・スター - ドラム
- フランシー・シュワルツ - バッキング・ボーカル
- デレク・ワトキンス、フレディ・クレイトン - トランペット
- ドン・ラング、レックス・モーリス、J.パワー、ビル・ポベイ - トロンボーン

## チャート成績（ビートルズ版）
| チャート (1968年)            | 最高位 |
| ---------------------------- | ------ |
| オーストラリア Go-Set）      | 1      |
| ニュージーランド (Listner)   | 1      |
| US Billboard Hot 100         | 12     |
| US Cash Box Top 100          | 11     |
| US Record World 100 Top Pops | 2      |

## カバー・バージョン

### トンプソン・ツインズによるカバー
トンプソン・ツインズは、1985年に発売したアルバム『フューチュアー・デイズ』で、「レボリューション」をカバーした。アルバムの発売に先立ち、7月13日にジョン・F・ケネディ・スタジアムで開催されたライブエイドで、ナイル・ロジャース、マドンナ、スティーヴ・スティーヴンスと共に本作を演奏した。
「レボリューション」は、1985年9月に発売された『フューチュアー・デイズ』に収録された楽曲でスティーブンスが参加した3曲のうちの1曲で、後にB面に「ザ・フォース・サンデー」を収録したシングル盤として発売された。ミュージック・ビデオも制作され、監督はマイヤート・エイビスが務めた。
トンプソン・ツインズによるカバー・バージョンは、全英シングルチャートで最高56位を獲得し、5週にわたってチャートに登場した。

#### チャート成績（トンプソン・ツインズ版）
| チャート (1985年)                    | 最高位 |
| ------------------------------------ | ------ |
| ニュージーランド (Recorded Music NZ) | 43     |
| UK シングルス (OCC)                  | 56     |

### ストーン・テンプル・パイロッツによるカバー
ストーン・テンプル・パイロッツは、2001年10月にニューヨークのラジオシティ・ミュージックホールで開催されたレノンのトリビュート・コンサート『ジョン・レノン・トリビュート〜カム・トゥゲザー』で演奏した。後にスタジオでレコーディングした音源が、2001年11月27日にシングルとして発売され、アメリカのMainstream Rockチャートで最高位30位を獲得した。

### その他のアーティストによるカバー
「レボリューション1」は、同じくアルバム『ザ・ビートルズ』に収録の「ピッギーズ」「ヘルター・スケルター」「レボリューション9」などの楽曲とともに、カルト指導者のチャールズ・マンソンによって殺人の啓示と解釈され、1969年8月9日にマンソンと彼が率いるファミリーはテート・ラビアンカ殺人事件を引き起こした。1976年にマンソンを題材としたテレビ映画『Helter Skelter』が放送され、グリーンスプーンによるカバー・バージョンが使用された。
このほか、アニマ・サウンド・システム、ビリー・ブラッグ、ブラザース・フォア、イナフ・ズナフ、ジュールズ・ホランド、ケニー・ニール、レックレス・ケリー、ステレオフォニックス、ジム・スタージェス、トリクスターらによって演奏された。